# Estatua de arenisca de Jaemuaset
La estatua de arenisca de Jaemuaset es una escultura tallada en el año 1250 a. C., en época de la Dinastía XIX de Egipto, que representa a Jaemuaset.
Es del estilo del Antiguo Egipto, está fabricada en arenisca y tiene una altura de 138 centímetros, una anchura de 43 y una profundidad de 55.

## Hallazgo e historia
La escultura se halló en la localidad de Asiut, aunque se cree que procedía originariamente de Abidos, (Egipto) y representa al príncipe Jaemuaset, cuarto hijo del faraón Ramsés II, y segundo hijo de la reina Isetnofret, considerado el hijo más conocido de Ramsés II gracias a todos los testimonios arqueológicos que de su vida nos han llegado a nuestros tiempos.

## Conservación
La figura se exhibe de forma permanente en el Museo Británico después de ser donada al mismo por el egiptólogo y filántropo Samuel Sharpe.